# Punta des Ras
Punta des Ras este o arie protejată (sit de importanță comunitară — SCI) din Spania întinsă pe o suprafață de 12,89 ha, integral pe uscat.

## Localizare
Centrul sitului Punta des Ras este situat la coordonatele 39°23′53″N 3°15′12″E / 39.398°N 3.2534°E.

## Înființare
Situl Punta des Ras a fost declarat sit de importanță comunitară în aprilie 2004 pentru a proteja 2 specii de animale.

## Biodiversitate
Situată în ecoregiunea mediteraneană, aria protejată conține 2 habitate naturale: Faleze cu vegetație de Limonium spp. endemic de pe coastele mediteraneene, Phrygana endemică cu Euphorbio-Verbascion.
La baza desemnării sitului se află mai multe specii protejate de  păsări (2): Larus audouinii, Phalacrocorax aristotelis desmarestii.
Pe lângă speciile protejate, pe teritoriul sitului au mai fost identificate 1 specie de plante.